# Kebu Stewart
Kebu Omar Stewart (ur. 19 grudnia 1973 w Nowym Jorku) – amerykański koszykarz, występujący na pozycji silnego skrzydłowego.

## Osiągnięcia
Na podstawie, o ile nie zaznaczono inaczej.
NCAA II
- Mistrz NCAA Division II (1997)
- Zawodnik roku NCAA Division II (1997 według NABC)[3]

NCAA
- Zawodnik roku konferencji Big West (1994)[4]

Drużynowe
- Zdobywca pucharu Rosji (2003)

Indywidualne
- MVP meczu gwiazd ligi izraelskiej (2001)
- Zaliczony do I składu CBA (2000)
- Uczestnik meczu gwiazd ligi izraelskiej (2001)
- Lider:
  - strzelców ligi rosyjskiej (2002)
  - w zbiórkach ligi:
    - rosyjskiej (2002)
    - serbskiej (2007)